# Bilolutsk
Bilolutsk (en ucraïnès: Білолуцьк, en rus: Белолуцк) és una vila, un possiólok de l'óblast de Luhansk a Ucraïna, situada actualment a zona ocupada República Popular de Luhansk de la Rússia. El 2019 tenia 3.825 habitants.